# Meråker
Meråker es un municipio de la provincia de Trøndelag, en Noruega. La capital municipal es el pueblo de Midtbygda, también llamado a veces Meråker. Otros pueblos en el municipio son Gudåa, Kopperå y Stordalen.
A 1 de enero de 2015 tiene 2558 habitantes.
Recibe su topónimo de una antigua granja homónima que se hallaba en el lugar y que es citada en 1430 como Mørakre. Debido a la antigüedad del nombre, su origen y significado concretos no están claros. El municipio fue creado en 1874, cuando el antiguo municipio de Øvre Stjørdal se dividió en dos partes: Hegra y Meråker.
Se ubica en el sur de la provincia, al este de Stjørdal, sobre la carretera E14 que une Stjørdal con Sundsvall.